# Nekrolog 4. Quartal 1917
Nekrolog
◄◄
| ◄
| 1913
| 1914
| 1915
| 1916
| 1917 | 1918 | 1919 | 1920 | 1921 | ► | ►►
1. Quartal |
2. Quartal |
3. Quartal |
4. Quartal 1917
Weitere Ereignisse | Allgemeiner Nekrolog 1917
Die Beschreibung der verstorbenen Person sollte so kurz wie möglich gehalten sein und nur deren signifikante Tätigkeit(en) enthalten.
Neue Namen ggf. auch unter dem Geburts- und Sterbedatum, also etwa unter 1. Januar und im Geburts- und Sterbejahr (2024) eintragen (nur bei entsprechender großer Wichtigkeit). Für Beispiele siehe die schon vorhandenen Artikel.
Außerdem über die fünf zuletzt Verstorbenen, zu denen es einen ausreichend guten Artikel für eine Präsentation auf der Hauptseite gibt, nach der todesbedingten Überarbeitung der Artikel ggf. auch unter Wikipedia Diskussion:Hauptseite informieren und sie am besten auch in den anderen Wikipedia-Sprachversionen eintragen. Tipp: Regelmäßig bei news.google.de nach „ist tot“, „gestorben“ oder „verstorben“ suchen.
Wenn eine Person gestorben ist, gibt es viele Seiten zu dieser Person in der Wikipedia, die davon auch betroffen sind und entsprechend aktualisiert werden müssen. Beispiele: Namenübersichtsseite, Geburtsjahr, Geburtsort-Seiten und viele mehr.
Wie finde ich die betroffenen Seiten?
Im Suchfeld auf der linken Seite gibt man den Suchbegriff so ein: „Vorname Nachname“. Dann klickt man auf Volltext und alle Seiten mit entsprechendem Suchtext werden aufgerufen. Hier sieht man dann schnell, wo auch das Todesjahr Sinn macht oder sogar ein Teil des Artikels angepasst werden muss. Auch hilft das „Werkzeug“ auf der linken Seite sehr gut, um solche Seiten aufzufinden: „Links auf diese Seite“. Somit ist die Wikipedia wieder aktuell in allen Bereichen! Hinweis: bei Eintragung der Kategorie „Gestorben JAHR“ wird der Missbrauchsfilter 49 ausgelöst, was jedoch nicht schlimm ist. Siehe: Spezial:Missbrauchsfilter/49
Dies ist eine Liste von im vierten Quartal 1917 verstorbenen bekannten Persönlichkeiten. Die Einträge erfolgen innerhalb der einzelnen Daten alphabetisch sortiert. Tiere sind im Nekrolog für Tiere zu finden.

## Oktober
| Tag         | Name                                                     | Beruf, bekannt als                                                            | Alter | Beleg |
| ----------- | -------------------------------------------------------- | ----------------------------------------------------------------------------- | ----- | ----- |
| 1. Oktober  | Ivan Aguéli                                              | schwedischer Maler, Autor und Sufi                                            | 48    |       |
| 1. Oktober  | Theodor Dietrich                                         | deutscher Agrikulturchemiker                                                  | 84    |       |
| 1. Oktober  | Eduard Oberg                                             | deutscher Jurist                                                              | 59    |       |
| 2. Oktober  | George Birnie Esslemont                                  | schottischer Politiker, Mitglied des House of Commons                         |       |       |
| 2. Oktober  | Leo von Graß-Klanin                                      | deutscher Rittergutsbesitzer und Parlamentarier                               | 85    |       |
| 3. Oktober  | Eduardo Di Capua                                         | italienischer Komponist                                                       | 52    |       |
| 3. Oktober  | Wilhelm Girmes                                           | deutscher Architekt                                                           | 51    |       |
| 3. Oktober  | Giulio Monteverde                                        | italienischer Bildhauer                                                       | 79    |       |
| 4. Oktober  | Johann Nepomuk Cavallo                                   | deutscher Komponist                                                           | 77    |       |
| 4. Oktober  | David Gallaher                                           | neuseeländischer Rugby-Union-Spieler                                          | 43    |       |
| 4. Oktober  | Tom Gascoyne                                             | britischer Radsportler                                                        | 41    |       |
| 5. Oktober  | George E. Adams                                          | US-amerikanischer Politiker                                                   | 77    |       |
| 5. Oktober  | Achille Papa                                             | italienischer General                                                         | 54    |       |
| 5. Oktober  | Eduard Würfel                                            | deutscher Konsumgenossenschafter                                              | 57    |       |
| 6. Oktober  | Guglielmo Ciardi                                         | italienischer Maler                                                           | 74    |       |
| 6. Oktober  | Donald McLeod                                            | schottischer Fußballspieler                                                   | 35    |       |
| 6. Oktober  | Artur von Mecenseffy                                     | österreichisch-ungarischer Feldmarschalleutnant                               | 52    |       |
| 6. Oktober  | Alexander Salvator von Pereira                           | sächsischer Militär                                                           | 67    |       |
| 7. Oktober  | Viktor Lenel                                             | deutscher Industriepionier                                                    | 79    |       |
| 7. Oktober  | Serhij Wassylkiwskyj                                     | ukrainischer Genre- und Landschaftsmaler sowie Kunstwissenschaftler           | 62    |       |
| 8. Oktober  | Mary Gurney                                              | englisch-britische Frauenbildungsaktivistin                                   | 81    |       |
| 8. Oktober  | Hermann Sielcken                                         | deutsch-amerikanischer Kaufmann und Unternehmer, Mäzen                        | 67    |       |
| 8. Oktober  | Ebenezer Ward                                            | australischer Journalist und Politiker                                        | 80    |       |
| 9. Oktober  | Josef Folys                                              | österreichisch-galizischer Geistlicher und Politiker                          | 54    |       |
| 9. Oktober  | Karl Albert Gollwitzer                                   | deutscher Architekt, Bauunternehmer und Bauingenieur der Gründerzeit          | 77    |       |
| 9. Oktober  | Hussein Kamil                                            | ägyptischer Sultan                                                            | 63    |       |
| 9. Oktober  | Duncan Mackinnon                                         | britischer Ruderer                                                            | 30    |       |
| 10. Oktober | Sarah Aaronsohn                                          | Spionin                                                                       | 27    |       |
| 10. Oktober | Willy Gerding                                            | deutscher Kommunalpolitiker und Bürgermeister von Greifswald                  | 38    |       |
| 10. Oktober | Egon von Gersdorff                                       | sächsischer Generalleutnant                                                   | 63    |       |
| 11. Oktober | August von Froriep                                       | deutscher Anatom                                                              | 68    |       |
| 11. Oktober | Cassius Rospatt                                          | deutscher Reichsgerichtsrat                                                   | 87    |       |
| 11. Oktober | Carl Frithjof Smith                                      | norwegischer Porträt- und Genremaler                                          | 58    |       |
| 11. Oktober | Hermann Steuding                                         | deutscher Klassischer Philologe und Gymnasialdirektor                         | 67    |       |
| 11. Oktober | Philipp von Württemberg                                  | deutscher Adliger und Photograph                                              | 79    |       |
| 12. Oktober | Karl Johannes Neumann                                    | deutscher Althistoriker                                                       | 60    |       |
| 12. Oktober | Édouard Secretan                                         | Schweizer Politiker und Redaktor                                              | 69    |       |
| 13. Oktober | Florence La Badie                                        | amerikanische Stummfilmschauspielerin                                         | 29    |       |
| 13. Oktober | Nelson E. Matthews                                       | US-amerikanischer Politiker                                                   | 65    |       |
| 13. Oktober | Luigi Olivari                                            | italienischer Jagdflieger des Ersten Weltkriegs                               | 25    |       |
| 13. Oktober | Rudolf Schneider                                         | deutscher Marineoffizier                                                      | 35    |       |
| 14. Oktober | Robert von Diessbach                                     | Schweizer Jurist, Heimatforscher und Tierschützer                             |       |       |
| 14. Oktober | Felix Vierhaus                                           | deutscher Jurist                                                              |       |       |
| 15. Oktober | Maxime Collignon                                         | französischer Klassischer Archäologe                                          | 67    |       |
| 15. Oktober | Donald M. Dickinson                                      | US-amerikanischer Politiker                                                   | 71    |       |
| 15. Oktober | Wilhelm Giesecke                                         | deutscher Bildhauer und Maler                                                 | 63    |       |
| 15. Oktober | Mata Hari                                                | niederländische Tänzerin, Kurtisane und Spionin                               | 41    |       |
| 16. Oktober | Arthur von Dietlein                                      | preußischer Generalleutnant                                                   | 65    |       |
| 16. Oktober | Walter Flex                                              | deutscher Dichter                                                             | 30    |       |
| 16. Oktober | Georg Wellstein                                          | deutscher Jurist und Politiker (Zentrum), MdR                                 | 68    |       |
| 17. Oktober | Guido Cora                                               | italienischer Geograph und Kartograph                                         | 65    |       |
| 17. Oktober | Alexander Decoteau                                       | kanadischer Langstreckenläufer indianischer Herkunft                          | 29    |       |
| 17. Oktober | Hugo Jacobi                                              | deutscher Ingenieur und Montanindustrieller                                   | 82    |       |
| 18. Oktober | Edward Hull                                              | irischer Geologe                                                              | 88    |       |
| 18. Oktober | Oliver C. Wiley                                          | US-amerikanischer Geschäftsmann und Politiker                                 | 66    |       |
| 19. Oktober | Hans-Henning von Burgsdorff                              | Gutsbesitzer und preußischer Politiker                                        | 50    |       |
| 19. Oktober | Solomon Taylor North                                     | US-amerikanischer Politiker                                                   | 64    |       |
| 19. Oktober | Anton von Ulsamer                                        | deutscher Finanzbeamter                                                       | 75    |       |
| 20. Oktober | Oscar Borchardt                                          | deutscher Jurist                                                              | 71    |       |
| 20. Oktober | Karl Brandau                                             | deutscher Eisenbahn-Bauingenieur, Erbauer des Simplontunnels                  | 68    |       |
| 20. Oktober | Aleksander Eduard Thomson                                | estnischer Komponist                                                          | 72    |       |
| 21. Oktober | Andrias Christian Evensen                                | färöischer Linguist, Propst und Politiker                                     | 42    |       |
| 21. Oktober | Paul O. Husting                                          | US-amerikanischer Politiker                                                   | 51    |       |
| 21. Oktober | August Lauw                                              | deutscher Unternehmer                                                         | 91    |       |
| 22. Oktober | Bob Fitzsimmons                                          | britischer Boxer, Weltmeister im Schwergewicht (1897–1899)                    | 54    |       |
| 22. Oktober | Richard Adolf Jaenicke                                   | deutscher Konstrukteur und Unternehmer, Mitgründer der Wanderer-Werke         | 58    |       |
| 22. Oktober | Friedrich Reinhold Postelt                               | deutscher Konsumgenossenschafter, Sozialdemokrat                              | 64    |       |
| 22. Oktober | Nikolaus von Werder                                      | deutscher Verwaltungsjurist und Politiker                                     | 61    |       |
| 23. Oktober | Heinrich Gräfe                                           | deutscher Fabrikant, Weinhändler und Politiker, MdR                           | 60    |       |
| 23. Oktober | Eugène Grasset                                           | schweizerisch-französischer Bildhauer, Maler und Illustrator                  | 72    |       |
| 23. Oktober | Johannes Klein                                           | deutscher Ingenieur, Erfinder und Unternehmer                                 | 71    |       |
| 24. Oktober | Alessandro Barsanti                                      | italienischer Ägyptologe                                                      | 59    |       |
| 24. Oktober | James Carroll Beckwith                                   | US-amerikanischer Maler                                                       | 65    |       |
| 24. Oktober | Joseph Dahl                                              | katholischer Priester, Domkapitular                                           | 79    |       |
| 24. Oktober | J. Edwin Ellerbe                                         | US-amerikanischer Politiker                                                   | 50    |       |
| 24. Oktober | William James Herschel                                   | britischer Kolonialbeamter, erster Sammler von Fingerabdrücken                | 84    |       |
| 24. Oktober | Katayama Tōkuma                                          | japanischer Architekt                                                         | 63    |       |
| 24. Oktober | Alfons Stiff                                             | deutscher Theologe und Architekt                                              | 74    |       |
| 25. Oktober | Bernhard Baumeister                                      | deutsch-österreichischer Schauspieler                                         | 90    |       |
| 25. Oktober | Maximilian Bayer                                         | deutscher Offizier, Pfadfinder                                                | 45    |       |
| 25. Oktober | Franz Galli                                              | deutscher Reichsgerichtsrat                                                   | 77    |       |
| 25. Oktober | Johannes Grimelund                                       | norwegischer Landschafts- und Marinemaler sowie Grafiker                      | 75    |       |
| 25. Oktober | Max Hanke                                                | Priester und Kartenhistoriker                                                 | 41    |       |
| 25. Oktober | Hans Olde                                                | deutscher Maler                                                               | 62    |       |
| 25. Oktober | Otto Vermehren                                           | deutscher Maler, Zeichner und Kopist                                          | 56    |       |
| 25. Oktober | John G. Wallenmeier junior                               | US-amerikanischer Politiker                                                   | 55    |       |
| 25. Oktober | Kurt von Wessely                                         | österreichischer Tennisspieler                                                |       |       |
| 26. Oktober | Georges Demenÿ                                           | französischer Filmtechnikpionier, wissenschaftlicher Assistent und Präparator | 67    |       |
| 26. Oktober | Paul Laubmann                                            | deutscher Genre-, Historien- und Landschaftsmaler                             | 57    |       |
| 26. Oktober | Hans von Lenke                                           | preußischer General der Kavallerie                                            | 80    |       |
| 26. Oktober | Gerhard von Tiesenhausen                                 | deutsch-baltischer Architekt des Jugendstil                                   | 39    |       |
| 27. Oktober | Georgine Galster                                         | deutsche Theaterschauspielerin                                                | 75    |       |
| 27. Oktober | August Wilmanns                                          | deutscher Bibliothekar und Klassischer Philologe                              | 84    |       |
| 28. Oktober | Albert von Berrer                                        | württembergischer Generalleutnant im Ersten Weltkrieg                         | 60    |       |
| 28. Oktober | Christian von Schleswig-Holstein-Sonderburg-Augustenburg | deutsch-dänischer Prinz, Mitglied des britischen Königshauses                 | 86    |       |
| 28. Oktober | Eugen Karl von Knorre                                    | Bauingenieur                                                                  | 69    |       |
| 28. Oktober | Eugenio Elia Levi                                        | italienischer Mathematiker, Physiker und Hochschullehrer                      | 34    |       |
| 28. Oktober | Charles Martin                                           | US-amerikanischer Politiker                                                   | 61    |       |
| 28. Oktober | Cecil Rawling                                            | britischer Soldat und Entdecker                                               | 47    |       |
| 28. Oktober | Karl Schraub                                             | deutscher Reichsgerichtsrat                                                   | 70    |       |
| 29. Oktober | Juan Bautista Spotorno                                   | kubanischer Oberst und Präsident der Republik in Waffen                       | 85    |       |
| 30. Oktober | John Mills Allen                                         | US-amerikanischer Politiker                                                   | 71    |       |
| 30. Oktober | Heinrich Gontermann                                      | deutscher Jagdflieger im Ersten Weltkrieg                                     | 21    |       |
| 30. Oktober | Charles H. Grosvenor                                     | US-amerikanischer Politiker                                                   | 84    |       |
| 30. Oktober | Johannes Hirt                                            | deutscher Bildhauer                                                           | 58    |       |
| 30. Oktober | Otokar Kopecký                                           | deutscher Violinist                                                           | 67    |       |
| 30. Oktober | Eduard Krause                                            | deutscher Prähistoriker und Autor                                             | 70    |       |
| 30. Oktober | Eugen Wiencziers                                         | deutscher Luftfahrtpionier, Testpilot                                         | 37    |       |
| 31. Oktober | Max Fesca                                                | deutscher Bodenkundler und Pflanzenbauwissenschaftler                         | 71    |       |
| 31. Oktober | Margarete Lenk                                           | deutsche Schriftstellerin                                                     | 76    |       |
| 31. Oktober | Alexander von Winiwarter                                 | österreichisch-belgischer Chirurg                                             | 69    |       |

## November
| Tag          | Name                           | Beruf, bekannt als                                                                     | Alter | Beleg |
| ------------ | ------------------------------ | -------------------------------------------------------------------------------------- | ----- | ----- |
| 1. November  | Cyrus W. Davis                 | US-amerikanischer Geschäftsmann und Politiker                                          | 61    |       |
| 1. November  | Ferdinando Gianella            | Schweizer Ingenieur, Architekt und Politiker                                           | 80    |       |
| 2. November  | Heinrich Hartmann              | deutscher Politiker                                                                    | 87    |       |
| 2. November  | Rudolf Heinrich                | deutscher Kommunalpolitiker                                                            | 71    |       |
| 2. November  | W. Godfrey Hunter              | US-amerikanischer Diplomat und Politiker                                               | 75    |       |
| 3. November  | Léon Bloy                      | französischer Schriftsteller                                                           | 71    |       |
| 3. November  | Joseph D. Richards             | Geschäftsmann und Politiker in Britisch-Gambia                                         | 73    |       |
| 3. November  | Georg Sieglitz                 | deutscher Opernsänger (Bass)                                                           | 63    |       |
| 4. November  | Max Bauer                      | deutscher Mineraloge und Hochschullehrer                                               | 73    |       |
| 4. November  | William Duddell                | englischer Elektrotechniker                                                            | 45    |       |
| 4. November  | Franz Janowitz                 | österreichischer Dichter                                                               | 25    |       |
| 4. November  | William L. Terry               | US-amerikanischer Politiker                                                            | 67    |       |
| 5. November  | Carl Georg Barkhausen          | deutscher Rechtsanwalt und Bürgermeister in Bremen                                     | 69    |       |
| 5. November  | Julius Strnadt                 | österreichischer Historiker und Politiker, Landtagsabgeordneter                        | 83    |       |
| 6. November  | Oskar Kohnstamm                | deutscher Arzt                                                                         | 46    |       |
| 7. November  | Gustav von Hollen              | preußischer General der Kavallerie                                                     | 65    |       |
| 7. November  | Alfred Kordelin                | finnischer Unternehmer                                                                 | 49    |       |
| 7. November  | Albert Locher                  | Schweizer Politiker und Landwirt                                                       | 61    |       |
| 7. November  | Karl von Wedel-Piesdorf        | deutscher Landrat und Kammerherr                                                       | 72    |       |
| 8. November  | Adolph Wagner                  | deutscher Nationalökonom und Statistiker                                               | 82    |       |
| 9. November  | Wilhelm Weißbrodt              | deutscher Klassischer Philologe                                                        | 81    |       |
| 10. November | Joseph Alfred Hardcastle       | englischer Astronom                                                                    | 49    |       |
| 10. November | Hans Kudlich                   | österreichischer Arzt und Politiker                                                    | 94    |       |
| 11. November | Raffaello Fornaciari           | italienischer Romanist und Italianist                                                  | 80    |       |
| 11. November | Abraham Frank                  | Rabbiner                                                                               | 79    |       |
| 11. November | Liliʻuokalani                  | hawaiische Königin                                                                     | 79    |       |
| 12. November | Hans Bachmann                  | Schweizer Maler                                                                        | 65    |       |
| 12. November | William H. McEntee             | US-amerikanischer Illustrator                                                          | 60    |       |
| 12. November | Bruno Meyer                    | deutscher Kunstwissenschaftler                                                         | 77    |       |
| 12. November | Wera Klementjewna Sluzkaja     | russische Revolutionärin                                                               | 43    |       |
| 13. November | Ludwig Heim                    | deutscher Architekt                                                                    | 73    |       |
| 13. November | Eugen Moritz Mauthner          | österreichischer Schauspieler und Theaterdirektor                                      | 62    |       |
| 14. November | Ljussik Artemjewna Lissinowa   | russische Kommunistin                                                                  |       |       |
| 14. November | Friedrich Westmeyer            | deutscher sozialistischer Politiker und Gewerkschafter                                 | 44    |       |
| 15. November | Hans Adam                      | bayerischer Offizier der Fliegertruppe mit 21 bestätigte Abschüsse im Ersten Weltkrieg | 31    |       |
| 15. November | Hermine Breier                 | österreichische Theaterschauspielerin                                                  |       |       |
| 15. November | Oswald Chambers                | schottischer Baptistenprediger                                                         | 43    |       |
| 15. November | Émile Durkheim                 | französischer Soziologe und Ethnologe                                                  | 59    |       |
| 15. November | John W. Foster                 | US-amerikanischer Politiker und Diplomat                                               | 81    |       |
| 16. November | Otto Freytag                   | deutscher Rechtsanwalt und Abgeordneter (SPD)                                          | 82    |       |
| 16. November | Leopold Horovitz               | Porträtmaler                                                                           | 80    |       |
| 16. November | Georg Hulbe                    | deutscher Buchbinder und Leder-Kunsthandwerker                                         | 66    |       |
| 16. November | Adolf Reinach                  | deutscher Philosoph, Phänomenologe, Sprachphilosoph und Rechtstheoretiker              | 33    |       |
| 16. November | Hans Strache                   | deutscher Klassischer Philologe und Gymnasiallehrer                                    | 31    |       |
| 17. November | Bruno Eelbo                    | deutscher Architekt und Schriftsteller                                                 | 64    |       |
| 17. November | Kristofer Janson               | norwegischer Schriftsteller                                                            | 76    |       |
| 17. November | Franklin P. Mall               | US-amerikanischer Embryologe, Physiologe und Anatom                                    | 55    |       |
| 17. November | Butler May                     | US-amerikanischer Vaudeville-Künstler, Sänger, Songwriter, Pianist und Komiker         | 23    |       |
| 17. November | Auguste Rodin                  | französischer Bildhauer und Zeichner                                                   | 77    |       |
| 17. November | Robert Steiner von Pfungen     | österreichischer Psychiater und Mediziner                                              | 67    |       |
| 17. November | Richard Weil                   | US-amerikanischer Arzt und Krebsforscher                                               | 41    |       |
| 18. November | Georges Ancey                  | französischer Schriftsteller und Dramatiker                                            | 56    |       |
| 18. November | Adrien Bertrand                | französischer Schriftsteller                                                           | 29    |       |
| 18. November | Philotheos Bryennios           | griechisch-orthodoxer Theologe und Metropolit von Nikomedia                            | 84    |       |
| 18. November | Fritz Gottschalk               | deutscher Gutsbesitzer und Politiker, MdR                                              | 64    |       |
| 18. November | Frederick Stanley Maude        | britischer General                                                                     | 53    |       |
| 18. November | Nino Oxilia                    | italienischer Filmregisseur und Autor                                                  | 28    |       |
| 20. November | Alfredo Napoleão               | portugiesischer und brasilianischer Komponist und Pianist                              | 65    |       |
| 20. November | Jaroslav Špillar               | tschechischer Maler                                                                    | 48    |       |
| 20. November | Ludwig Sütterlin               | deutscher Grafiker, Pädagoge und Schaffer der Sütterlinschriften                       | 52    |       |
| 20. November | Frederick Herbert Torrington   | kanadischer Organist, Dirigent, Komponist und Musikpädagoge                            | 80    |       |
| 20. November | Hugo Zapałowicz                | polnischer Botaniker und Geologe                                                       | 65    |       |
| 21. November | Rudolf von Eschwege            | deutscher Pilot                                                                        | 22    |       |
| 21. November | Rudolf Fuess                   | deutscher Feinmechaniker                                                               | 79    |       |
| 21. November | Arthur Lakes                   | britisch-US-amerikanischer Paläontologe und Geologe                                    | 72    |       |
| 21. November | George P. Lawrence             | US-amerikanischer Politiker                                                            | 58    |       |
| 21. November | August von Loehr               | Eisenbahningenieur und Mineralien- und Münzsammler                                     | 70    |       |
| 21. November | Julius Pirxhofer               | österreichischer Jurist und Politiker                                                  |       |       |
| 22. November | Teobert Maler                  | österreichisch-mexikanischer Fotograf, Entdecker und Erforscher von Maya-Ruinen        | 75    |       |
| 23. November | James Hamilton Peabody         | US-amerikanischer Politiker                                                            | 65    |       |
| 23. November | Johann Refardt                 | deutscher Kaufmann und Politiker, MdHB                                                 | 74    |       |
| 24. November | Johann Heinrich Kaspar Gerdau  | deutschbrasilianischer Unternehmensgründer der Gerdau S.A.                             | 68    |       |
| 24. November | Johann Stockhausen             | deutscher Orgelbauer                                                                   | 74    |       |
| 24. November | Hermann Vöchting               | deutscher Botaniker                                                                    | 70    |       |
| 25. November | David Binder                   | deutscher Fußballspieler                                                               | 23    |       |
| 25. November | João Teixeira Pinto            | portugiesischer Kolonialoffizier                                                       | 41    |       |
| 26. November | Edmund Hogan                   | irischer Jesuit, Historiker und Sprachwissenschaftler                                  | 86    |       |
| 26. November | Elsie Inglis                   | schottische Ärztin und Frauenrechtlerin                                                | 53    |       |
| 26. November | Leander Jameson                | südafrikanischer Premierminister und Anführer des Jameson Raid                         | 64    |       |
| 26. November | Kuno zu Rantzau                | deutscher Diplomat                                                                     | 74    |       |
| 27. November | Heinrich Meyer                 | deutscher Lokalpolitiker, Mitglied der Bremischen Bürgerschaft und des Bremer Senats   | 46    |       |
| 28. November | Nikolaus von Adelung           | russischer Entomologe                                                                  | 60    |       |
| 28. November | Christian Christiansen         | dänischer Physiker                                                                     | 74    |       |
| 28. November | Lyman R. Critchfield           | US-amerikanischer Jurist und Politiker                                                 | 86    |       |
| 28. November | Emil Levy                      | deutscher Romanist, Provenzalist und Lexikograf                                        | 62    |       |
| 29. November | Erwin Böhme                    | deutscher Jagdflieger im Ersten Weltkrieg                                              | 38    |       |
| 29. November | Eduard von Jenner              | Schweizer Bibliothekar und Altertumsforscher                                           | 87    |       |
| 30. November | William E. Chandler            | US-amerikanischer Politiker (Republikanische Partei)                                   | 81    |       |
| 30. November | José Joaquín Rodríguez Zeledón | Präsident Costa Ricas                                                                  | 79    |       |
| 30. November | Friedrich Wilhelm Seiffer      | deutscher Psychiater und Neurologe                                                     | 45    |       |

## Dezember
| Tag          | Name                               | Beruf, bekannt als                                                                                         | Alter | Beleg |
| ------------ | ---------------------------------- | --- | ----- | ----- |
| 1. Dezember  | George A. Banker                   | US-amerikanischer Radrennfahrer                                                                            | 43    |       |
| 1. Dezember  | Thomas Bowman                      | US-amerikanischer Politiker                                                                                | 69    |       |
| 1. Dezember  | Rudolf Burger                      | Schweizer Unternehmer und Politiker (FDP)                                                                  | 78    |       |
| 1. Dezember  | Theodor Eisele                     | deutscher Altphilologe und Gymnasiallehrer                                                                 | 49    |       |
| 1. Dezember  | Federico González Suárez           | ecuadorianischer Historiker und Bischof                                                                    | 73    |       |
| 1. Dezember  | August von Janson                  | preußischer Offizier, zuletzt General der Infanterie                                                       | 73    |       |
| 1. Dezember  | Ernst Roeting                      | deutscher Architekt                                                                                        | 60    |       |
| 1. Dezember  | Schneider                          | deutsche Radfahrerin                                                                                       | 82    |       |
| 1. Dezember  | Samuel Wallin                      | US-amerikanischer Politiker                                                                                | 61    |       |
| 2. Dezember  | Johann Nepomuk Batka der Jüngere   | Jurist, Musikkritiker und Archivar                                                                         | 72    |       |
| 2. Dezember  | Reinhold Saltzwedel                | deutscher Marineoffizier (Oberleutnant zur See) und U-Boot-Kommandant im Ersten Weltkrieg                  | 28    |       |
| 3. Dezember  | Nikolai Nikolajewitsch Duchonin    | Oberkommandierender der zaristischen Armee Russlands                                                       | 40    |       |
| 3. Dezember  | Carlo Oriani                       | italienischer Radrennfahrer                                                                                | 29    |       |
| 4. Dezember  | Maria Fassnauer                    | Frau mit überdurchschnittlicher Körpergröße                                                                | 38    |       |
| 5. Dezember  | Johann Meixner                     | österreichischer Reitmeister, Oberbereiter an der Spanischen Hofreitschule in Wien                         |       |       |
| 5. Dezember  | Arthur Stadthagen                  | deutscher Schriftsteller und Politiker (SPD, USPD), MdR                                                    | 60    |       |
| 6. Dezember  | Vincent Coleman                    | kanadischer Fahrdienstleiter                                                                               | 45    |       |
| 6. Dezember  | Gottlieb Elster                    | deutscher Bildhauer und Leiter der Weimarer Bildhauerschule und Gießerei                                   | 50    |       |
| 6. Dezember  | Hans Foerster                      | deutscher Chemiker                                                                                         | 53    |       |
| 6. Dezember  | Guido Tacchinardi                  | italienischer Musiktheoretiker und Komponist                                                               | 77    |       |
| 7. Dezember  | Léon Minkus                        | österreichischer Ballettkomponist und Kapellmeister, vorwiegend in Russland tätig                          | 91    |       |
| 7. Dezember  | Paul Vial                          | französischer katholischer Missionar                                                                       | 62    |       |
| 7. Dezember  | Maximilian Vogel von Falckenstein  | preußischer General der Infanterie und Politiker                                                           | 78    |       |
| 8. Dezember  | Alessandro Filippini               | Schweizer Koch und Kochbuchautor                                                                           | 67    |       |
| 8. Dezember  | Alexander Kisch                    | böhmisch-österreichischer Rabbiner                                                                         | 69    |       |
| 8. Dezember  | Mendele Moicher Sforim             | jiddischer Schriftsteller                                                                                  | 81    |       |
| 9. Dezember  | Theodor Ziegler                    | Schweizer Politiker                                                                                        | 85    |       |
| 10. Dezember | Mackenzie Bowell                   | kanadischer Politiker                                                                                      | 93    |       |
| 10. Dezember | Henri Girardet                     | französisch-schweizerischer Maler, Bildhauer, Kupferstecher und Lithograf                                  | 69    |       |
| 10. Dezember | Johannes Joachim Theodor Krüger    | deutscher Feldartillerist im Ersten Weltkrieg                                                              | 30    |       |
| 10. Dezember | Louis-Lucien Rochat                | Schweizer reformierter Geistlicher                                                                         | 68    |       |
| 11. Dezember | Hedwig Arendt                      | deutsche Theaterschauspielerin                                                                             | 61    |       |
| 11. Dezember | Reinhard Baumeister                | deutscher Bauingenieur und Stadtplaner                                                                     | 84    |       |
| 11. Dezember | Fritz Meyer-Fierz                  | Schweizer Unternehmer, Mäzen und Kunstsammler                                                              | 70    |       |
| 11. Dezember | James Sheakley                     | US-amerikanischer Politiker, Gouverneur von Alaska                                                         | 88    |       |
| 11. Dezember | Pasquale Villari                   | italienischer Historiker und Politiker, Mitglied der Camera dei deputati                                   | 90    |       |
| 12. Dezember | Rudolf Kleine                      | deutscher Offizier, Kampfflieger im Ersten Weltkrieg                                                       | 31    |       |
| 12. Dezember | Nicholas Muller                    | US-amerikanischer Politiker                                                                                | 81    |       |
| 12. Dezember | Karl Pracht                        | deutscher Bildhauer und Medailleur                                                                         | 51    |       |
| 12. Dezember | Andrew Taylor Still                | US-amerikanischer Mediziner und Begründer der Osteopathie                                                  | 89    |       |
| 13. Dezember | Emil Conrad                        | deutscher Opernsänger                                                                                      | 60    |       |
| 13. Dezember | Ernst von Dombrowski               | böhmischer Jäger und Schriftsteller                                                                        | 55    |       |
| 13. Dezember | Ramon Guiteras                     | US-amerikanischer Chirurg                                                                                  |       |       |
| 13. Dezember | Emma Pollmer                       | Ehefrau von Karl May                                                                                       | 61    |       |
| 13. Dezember | Karl Sprenger                      | deutscher Botaniker und kaiserlicher Gartenmeister                                                         | 71    |       |
| 13. Dezember | Ebe W. Tunnell                     | US-amerikanischer Politiker                                                                                | 72    |       |
| 15. Dezember | Anne Blunt, 15. Baroness Wentworth | britische Baronin und Gestütsgründerin                                                                     | 80    |       |
| 15. Dezember | Karl Deninger                      | deutscher Geologe und Paläontologe                                                                         | 39    |       |
| 15. Dezember | Bernard John Dowling Irwin         | amerikanischer Militärarzt und erster Empfänger der Medal of Honor                                         | 87    |       |
| 15. Dezember | Carl Ziese                         | deutscher Schiffsbauingenieur                                                                              | 69    |       |
| 16. Dezember | Frank Gotch                        | US-amerikanischer Ringer                                                                                   | 39    |       |
| 16. Dezember | George R. Latham                   | US-amerikanischer Politiker                                                                                | 85    |       |
| 17. Dezember | Elizabeth Garrett Anderson         | englische Ärztin und Frauenrechtlerin                                                                      | 81    |       |
| 17. Dezember | Ber Borochov                       | russischer Sozialist und Zionist                                                                           | 36    |       |
| 17. Dezember | Cäsar Galster                      | deutscher Theaterschauspieler                                                                              | 73    |       |
| 17. Dezember | Hans Niemeyer                      | deutscher Justizrat und Musikmäzen                                                                         | 83    |       |
| 17. Dezember | Johann Rudolf Suter                | Schweizer Politiker                                                                                        | 72    |       |
| 18. Dezember | Józef Brudziński                   | polnischer Kinderarzt                                                                                      | 43    |       |
| 18. Dezember | Charles Arthur Gonse               | französischer Berufssoldat                                                                                 | 79    |       |
| 18. Dezember | Josef Maria Kotzian                | österreich-ungarischer Dirigent und Kapellmeister                                                          | 61    |       |
| 18. Dezember | Vasilis Michaelides                | zyprischer Dichter und Maler                                                                               |       |       |
| 18. Dezember | Emmett Tompkins                    | US-amerikanischer Politiker                                                                                | 64    |       |
| 18. Dezember | Max Zachmann                       | deutscher Maler des Expressionismus                                                                        | 25    |       |
| 19. Dezember | Anna Magdalena Appel               | deutsche Balletttänzerin und Ehefrau von Ludwig III. von Hessen-Darmstadt                                  | 71    |       |
| 19. Dezember | Ernst Herter                       | deutscher Bildhauer                                                                                        | 71    |       |
| 19. Dezember | Heinrich Kreuser                   | deutscher Psychiater                                                                                       | 62    |       |
| 19. Dezember | Adolf Lasson                       | deutscher Philosoph                                                                                        | 85    |       |
| 19. Dezember | Franz Tangl                        | ungarischer Physiologe und Pathologe                                                                       | 51    |       |
| 20. Dezember | Eric Campbell                      | schottischer Schauspieler                                                                                  | 37    |       |
| 20. Dezember | Carl Goos                          | dänischer Jurist, Hochschullehrer, Kultusminister und Politiker, Mitglied des Folketing und Justizminister | 82    |       |
| 20. Dezember | Frederick McCubbin                 | australischer Maler                                                                                        | 62    |       |
| 20. Dezember | Lucien Petit-Breton                | französischer Radrennfahrer                                                                                | 35    |       |
| 20. Dezember | Otakar Theer                       | tschechischer Dichter, Schriftsteller, Dramaturg und Übersetzer                                            | 37    |       |
| 21. Dezember | Wilhelm Trübner                    | deutscher Maler des Realismus                                                                              | 66    |       |
| 22. Dezember | Franziska Xaviera Cabrini          | US-amerikanische Heilige und Schutzpatronin der Auswanderer                                                | 67    |       |
| 22. Dezember | Rudolf Dahms                       | deutscher Klassischer Philologe und Gymnasiallehrer                                                        | 78    |       |
| 22. Dezember | Wolodyslaw Fedorowytsch            | ukrainischer Magnat                                                                                        | 72    |       |
| 22. Dezember | Édouard Lantéri                    | französisch-britischer Bildhauer, Medailleur, Lehrer und Autor                                             | 69    |       |
| 22. Dezember | Felix Moscheles                    | englischer Maler und Schriftsteller                                                                        | 84    |       |
| 23. Dezember | Ellsworth Raymond Bathrick         | US-amerikanischer Politiker (Demokratische Partei)                                                         | 54    |       |
| 23. Dezember | Clive Franklyn Collett             | neuseeländischer Pilot                                                                                     | 31    |       |
| 23. Dezember | Toby Edward Rosenthal              | US-amerikanischer Genre- und Bildnismaler                                                                  | 69    |       |
| 23. Dezember | Aoyama Tanemichi                   | japanischer Mediziner                                                                                      | 58    |       |
| 24. Dezember | Oskar Bulle                        | deutscher Schriftsteller, Germanist, Italianist und Lexikograf                                             | 60    |       |
| 24. Dezember | Eugen Fahrländer                   | Schweizer Ingenieur und Oberstkorpskommandant                                                              | 73    |       |
| 24. Dezember | Wilhelm Alexander Freund           | deutscher Gynäkologe                                                                                       | 84    |       |
| 24. Dezember | Iwan Logginowitsch Goremykin       | russischer Staatsmann                                                                                      | 78    |       |
| 24. Dezember | Francis G. Newlands                | US-amerikanischer Politiker                                                                                | 71    |       |
| 24. Dezember | Carl Rabl                          | österreichischer Zoologe und Anatom                                                                        | 64    |       |
| 24. Dezember | Karl Schäuffelen                   | Papierfabrikant in Heilbronn                                                                               | 64    |       |
| 25. Dezember | Karl Voll                          | deutscher Kunsthistoriker                                                                                  | 50    |       |
| 26. Dezember | Gaston Alibert                     | französischer Fechter                                                                                      | 39    |       |
| 26. Dezember | Friedrich Lange                    | deutscher völkischer Journalist und Politiker                                                              | 65    |       |
| 27. Dezember | Christian Martens                  | deutscher Arzt in Nordschleswig                                                                            | 72    |       |
| 27. Dezember | Wally Neuzil                       | österreichisches Modell und Lebensgefährtin Egon Schieles                                                  | 23    |       |
| 27. Dezember | Ernest Roche                       | französischer Politiker                                                                                    | 67    |       |
| 28. Dezember | Wladimir Prochorowitsch Amalizki   | russischer Paläontologe                                                                                    | 57    |       |
| 28. Dezember | Julius Mauthner                    | österreichischer Chemiker und Mediziner                                                                    | 65    |       |
| 28. Dezember | John Randolph Thornton             | US-amerikanischer Politiker                                                                                | 71    |       |
| 29. Dezember | Max Brode                          | deutscher Violinist und Dirigent                                                                           | 67    |       |
| 29. Dezember | Georg Müller                       | deutscher Verleger                                                                                         | 40    |       |
| 30. Dezember | Kita Abaschidse                    | georgischer Literaturwissenschaftler, Kritiker, Publizist, Aktivist                                        | 47    |       |
| 30. Dezember | Theodore Legrand Burnett           | US-amerikanischer Soldat und konföderierter Politiker                                                      | 88    |       |
| 30. Dezember | Rudolf Hirzel                      | deutscher Altphilologe                                                                                     | 71    |       |
| 30. Dezember | Erich Kuithan                      | deutscher Maler                                                                                            | 42    |       |
| 30. Dezember | William Heerlein Lindley           | britischer Ingenieur                                                                                       | 64    |       |
| 30. Dezember | Anson G. McCook                    | US-amerikanischer Offizier und Politiker                                                                   | 82    |       |
| 30. Dezember | Heinrich Stommel                   | deutsch-amerikanischer Geistlicher                                                                         |       |       |
| 31. Dezember | Georg Adolf Moritz Ahlhorn         | oldenburgischer Regierungsbeamter                                                                          | 79    |       |
| 31. Dezember | Johannes Gallandi                  | Offizier und Chronist der Preußischen Armee, Genealoge                                                     | 74    |       |
| 31. Dezember | Albert Hodge                       | schottischer Bildhauer                                                                                     | 42    |       |
| 31. Dezember | Wilhelm Neumann-Torborg            | deutscher Bildhauer                                                                                        | 61    |       |
| 31. Dezember | Stanisław Tarnowski                | Historiker der Literatur, konservativer Politiker und Publizist                                            | 80    |       |
| 31. Dezember | Federico Zandomeneghi              | italienischer Maler                                                                                        | 76    |       |
|              | Hugo Benedix                       | deutscher Theaterschauspieler, -regisseur und -intendant                                                   | 81    |       |
|              | Otto Biffé                         | deutscher Verwaltungsjurist                                                                                | 39    |       |